# Серочин (Седлецький повіт)
Серочин (пол. Seroczyn) — село в Польщі, у гміні Водине Седлецького повіту Мазовецького воєводства.
Населення — 749 осіб (2011).

## Демографія
Демографічна структура станом на 31 березня 2011 року:
|          | Загалом | Допрацездатний вік | Працездатний вік | Постпрацездатний вік |
| -------- | ------- | ------------------ | ---------------- | -------------------- |
| Чоловіки | 398     | 83                 | 278              | 37                   |
| Жінки    | 351     | 59                 | 218              | 74                   |
| Разом    | 749     | 142                | 496              | 111                  |